# Libusb
Libusb is een verzameling van routines op gebruikersniveau (beperkt niveau, tegenovergestelde van kernelniveau) om de datastroom te beheren van en naar USB-apparaten op Unix-achtige systemen zonder het vereisen van drivers op kernelniveau (volledige toegang tot alle apparaten).

## Beschikbaarheid
Libusb is momenteel beschikbaar voor Linux, BSD en Mac OS X en is geschreven in C. Er is ook een port gemaakt voor Windows. Deze heet libusb-win32 en maakt geen deel uit van het project libusb.
Naast andere toepassingen wordt de bibliotheek gebruikt door SANE, het scannerproject van Linux, in plaats van de kernelmodule scanner die beperkt is tot Linuxkernel 2.4.